# 弾丸タックル
『弾丸タックル』（だんがんタックル）は、佐藤由幸による日本の漫画。

## 概要
本格派指向のアマチュアレスリング漫画で、『月刊少年チャンピオン』（秋田書店）にて、2012年12月号から2016年2月号まで連載。全10巻。正式名称は『弾丸タックル -高校レスリング青春物語-』。
作者の佐藤はキャリア5年以上のレスリング経験者であり、その人脈を生かして特別協力には日本レスリング会長、山本KID徳郁、桜庭和志、アニマル浜口、金メダリストの米満達弘などがクレジットされている。

## あらすじ
弱気で臆病者の主人公、朝日昇（あさひのぼる）は今日も不良から屋上に連れ込まれパシリに、いびり、そして鉄拳制裁まで受けていた。そんなとき、たまたま昼寝をしていた飛鷹勝は、朝日の弁当を捨てようとする姿を見て激昂、減量中の腹いせもあって彼はタックルや投げをぶちかまして不良を一撃で撃退する。それを見て唖然とする朝日だが、自分の鼻血を見て気を失ってしまう。目が覚めれば彼はレスリング部の部室に連れてこられていた。これは飛鷹の仕業だったのだが、「俺の見てる前で食い物を粗末にされるんじゃねえ」と伝え、護身のためにタックルを教えてやると朝日に伝える。とはいえ、背が小さくて臆病者だから格闘技なんて向いていないと一旦は断る朝日だが、飛鷹は「お前の（臆病で背が小さい）短所は武器になる」と真顔で返した。結局引くに引けなくなった朝日は、教えてもらった動きを見よう見まねで、主将の鮫島にタックルを仕掛ける。すると、相手の油断はあったとはいえ、一気に壁の隅まで押しやってしまった。思わず予想外の展開にとまどう朝日だが、場違いだったとばかりそそくさと退散する。そんな彼は、実は家業の酒屋を手伝っていた関係で、100キログラム近い四斗樽や何本分ものビール瓶ケースを軽々と運ぶ力が身に付いていたのだ。そして、バッグを開けるとそこには飛鷹がこっそり忍ばせたレスリング部のチームウェアが。それを見て、彼は「こんな自分でも強くなれるのだろうか…」と迷いが生じる。一方、レスリング部の動きは慌ただしく、朝日を勧誘しようとする動きが活発になっていた。

## 登場人物
朝日昇（あさひのぼる）
本編の主人公で荒波高校一年。155センチメートル、47キログラム。大会の階級は50kg以下級。臆病で気弱ないじめられっ子だったが、稼業の酒屋の手伝いによって鍛えられた腕力と日々喧嘩に巻き込まれた影響で回避力と動体視力が磨かれていたダイヤの原石。入部2日からいきなり都大会に連れてこられるが、そこで徐々に頭角を現す。なお、作者のあとがきによると、朝日の、母子家庭、家が酒屋という設定は作者の少年時代を投影したものだという（ただし、作者の佐藤は中学からレスリングを始めているなど全く同じではない）。
飛鷹勝（ひだかまさる）
荒波高校2年でレスリング個人大会で全国2位の猛者。強引で自分勝手な性格だが、面倒見は良く、朝日を段階的にコーチングを施している。日々減量を強いられているために、食べ物に対して飢えている部分がある。中学時代は札付きの不良としても鳴らしており、普段の素行は決して良い方ではないが、レスリングに対する姿勢は至って真摯である。